# Zhangming
Zhangming (kinesiska: 张明, 张明乡) är en socken i Kina. Den ligger i provinsen Henan, i den centrala delen av landet, omkring 140 kilometer sydost om provinshuvudstaden Zhengzhou. Antalet invånare är 40 626. Befolkningen består av 20 896 kvinnor och 19 730 män. Barn under 15 år utgör 29,0 %, vuxna 15-64 år 61 %, och äldre över 65 år 9,0 %.
Genomsnittlig årsnederbörd är 863 millimeter. Den regnigaste månaden är juli, med i genomsnitt 176 mm nederbörd, och den torraste är januari, med 7 mm nederbörd.